# Jordi Bretón Matute
Jordi Bretón (Rincón de Soto, 13 de maig de 1974) és un futbolista riojà, que juga de mitjapunta.

## Trajectòria
La carrera de Jordi ha estat estretament lligada al CD Logroñés. Després de passar pel juvenil i pel filial, hi debutaria amb el primer equip la temporada 96/97, tot jugant 4 partits a la màxima categoria. A partir de la temporada 98/99, amb els riojans a Segona, es consolidaria en el planter roig-i-blanc.
L'estiu del 2000, el CD Logroñés descendeix administrativament de Segona a Tercera. Jordi és un dels pocs que hi continua en l'equip, tot jugant fins a 34 partits en la primera campanya en categories inferiors. Va aconseguir pujar a Segona B amb el seu equip on hi va estar tres anys més. En total, va disputar 183 partits amb el Logroñés.
A partir de la temporada 04/05 juga amb un dels clubs destinats a substituir a l'anterior, el Recreación de la Rioja, que a l'any següent va prendre el nom de Logroñés CF. La temporada 06/07 recala al CD Mirandés i a la campanya següent, al River Ebro.